# Wimbledon 1935
De 55e editie van het Britse grandslamtoernooi, Wimbledon 1935, werd gehouden van maandag 26 juni tot en met zaterdag 6 juli 1935. Voor de vrouwen was het de 48e editie van het Britse graskampioenschap. Het toernooi werd gespeeld bij de All England Lawn Tennis and Croquet Club in de wijk Wimbledon van de Britse hoofdstad Londen.
De Brit Fred Perry won zijn tweede titel.
De Amerikaanse Helen Wills-Moody won haar zevende titel op rij. In die periode liet ze tweemaal verstek gaan.
Op de enige zondag tijdens het toernooi (Middle Sunday) werd traditioneel niet gespeeld.

## Belangrijkste uitslagen
Mannenenkelspel

Finale: Fred Perry (Verenigd Koninkrijk) won van Gottfried von Cramm (Duitsland) met 6–2, 6–4, 6–4 
Vrouwenenkelspel

Finale: Helen Wills-Moody (Verenigde Staten) won van Helen Jacobs (Verenigde Staten) met  6–3, 3–6, 7–5 
Mannendubbelspel

Finale: Jack Crawford (Australië) en Adrian Quist (Australië) wonnen van Wilmer Allison (Verenigde Staten) en John Van Ryn (Verenigde Staten) met 6–3, 5–7, 6–2, 5–7, 7–5 
Vrouwendubbelspel

Finale: Freda James (Verenigd Koninkrijk) en Kay Stammers (Verenigd Koninkrijk) wonnen van Simonne Mathieu (Frankrijk) en Hilde Sperling (Denemarken) met 6–1, 6–4 
Gemengd dubbelspel

Finale: Dorothy Round (Verenigd Koninkrijk) en Fred Perry (Verenigd Koninkrijk) wonnen van Nell Hall-Hopman (Australië) en Harry Hopman (Australië) met 7–5, 4–6, 6–2 
Een juniorentoernooi werd voor het eerst in 1947 gespeeld.